# Ferdinand Raimund
Ferdinand Raimund (Viena, 1 de junio de 1790 - Pottenstein, 5 de septiembre de 1836) fue un actor y dramaturgo austriaco.

## Vida y obra
Nació en Viena. En 1811, actuaba en el Theater in der Josefstadt, y en 1817 en el Leopoldstädter Theater. En 1823 produjo su primera obra, Der Barometermacher auf der Zauberinsel, que fue seguida por Der Diamant des Geisterkönigs (1824) y la aún popular Bauer als Millionär. La obra mencionada en último lugar, que apareció en 1826, Der Alpenkönig und der Menschenfeind (1828) y Der Verschwender (1833) con obras maestras de Raimund. También escribió varios libretos de ópera para el compositor Wenzel Müller. Las comedias de Raimund todavía se representan hoy en día en Austria.
Se suicidó el 5 de septiembre de 1836, debido al miedo de haber sido mordido por un perro rabioso. Raimund fue un maestro de la Viennese Posse o farsa; su rico humor destaca sobre todo en sus retratos realistas de sus conciudadanos.